# Саша Пантић
Саша Пантић (Приштина, 3. јануар 1967) српски је глумац, сценариста, хумориста и редитељ.

## Живот
Рођени Приштинац, основну и средњу школу завршио је у Приштини. Дипломирао је глуму, такође на Приштинском универзитету. Крајем 90тих преселио се у Београд, где живи и ради. Своју каријеру започео је у улози Саше, у филму „Тесна кожа“, а потом се прославио и као сценариста и редитељ хумористичких дела. Глуми у Позоришту на Теразијама. 
О његовом приватном животу зна се веома мало. Саша је ожењен, има супругу Слађану, ћерку Машу и сина Вању.

## Филмографија
| Година | Филм                                   | Режија | Сценарио | Глумац |
| ------ | -------------------------------------- | ------ | -------- | ------ |
| 1982   | Тесна кожа                             | Не     | Не       | Да     |
| 2007   | Полицијска станица 1                   | Да     | Да       | Да     |
| 2009   | Село гори, а баба се чешља (ТВ серија) | Не     | Не       | Да     |
| 2009   | Кад на врби роди грожђе                | Не     | Да       | Да     |
| 2010   | Курсаџије                              | Не     | Да       | Да     |
| 2010   | Азиланти                               | Не     | Да       | Да     |
| 2010   | Ало, бре, ало                          | Не     | Да       | Да     |
| 2021   | Дођи јуче                              | Не     | Да       | Да     |